# Kościół św. Jana Chrzciciela w Trzebulach
Kościół św. Jana Chrzciciela w Trzebulach – drewniano-szchulcowy rzymskokatolicki kościół filialny zlokalizowany we wsi Trzebule w województwie lubuskim, w powiecie krośnieńskim. Należy do parafii Wniebowzięcia Najświętszej Maryi Panny w Leśniowie Wielkim. Wpisany do rejestru zabytków 12 kwietnia 1961 pod numerem 289.

## Historia
Obiekt pochodzi z XVII-XVIII wieku (1670; fundator: Dietrich von der Marwitz, budowniczy: Joachim Wöller z Krosna Odrzańskiego) i jest budowlą drewniano-szachulcową, konstrukcji zrębowej. Został wzniesiony na planie ośmioboku jako zbór ewangelicki. Dostawiono do niego w XVIII wieku dwie przybudówki w konstrukcji szkieletowej, ale nie zachowały się one do naszych czasów. Przetrwała szachulcowa kruchta, która stanęła w XIX wieku po południowej stronie świątyni. Kościół ma dach ośmioboczny, który wieńczy tzw. ślepa latarnia. Po przejęciu kościoła w 1945 przez katolików został poświęcony jako filialny, należący do parafii w Leśniowie Wielkim. We wnętrzu po przejęciu dokonano szereg zmian przystosowując go do potrzeb liturgii katolickiej. Rozebrano część empor, usunięto ambonę i przebudowano ołtarz.

## Galeria

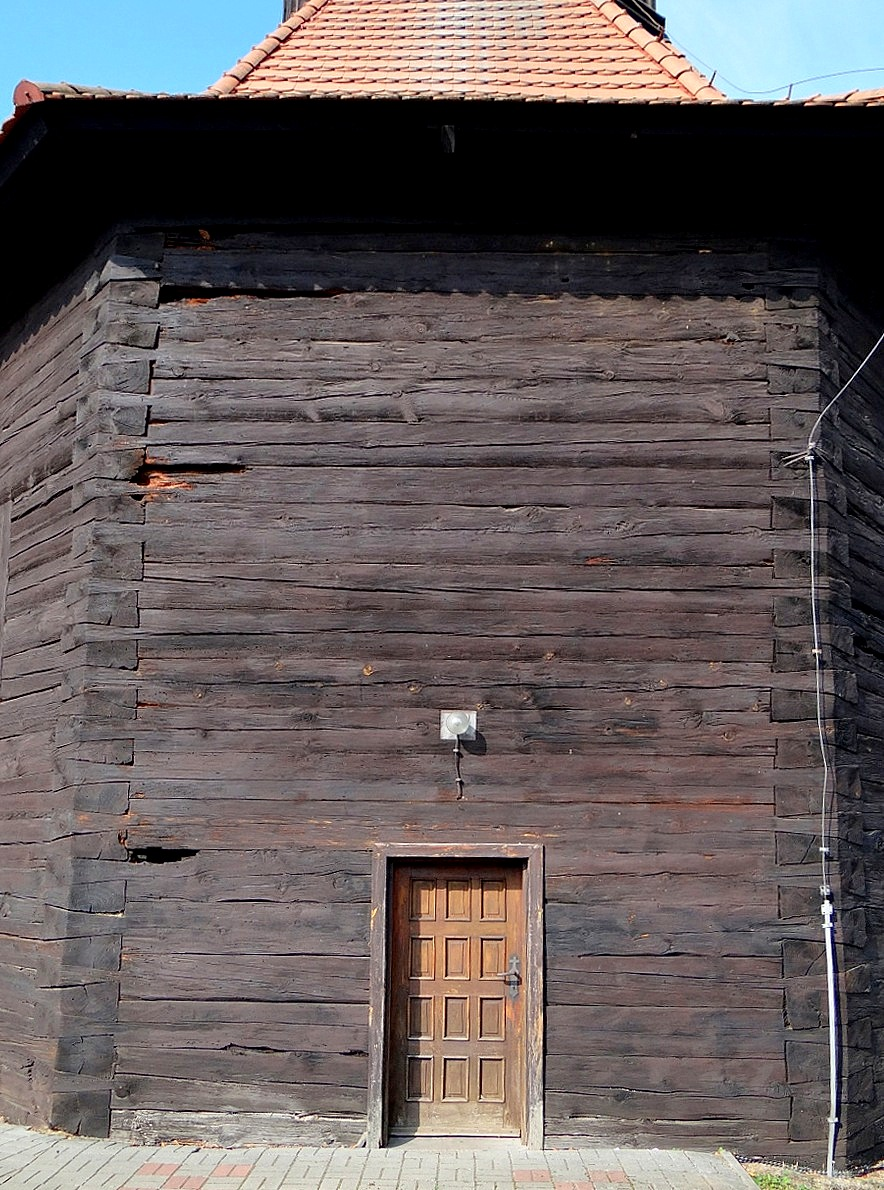
Widok od prezbiterium
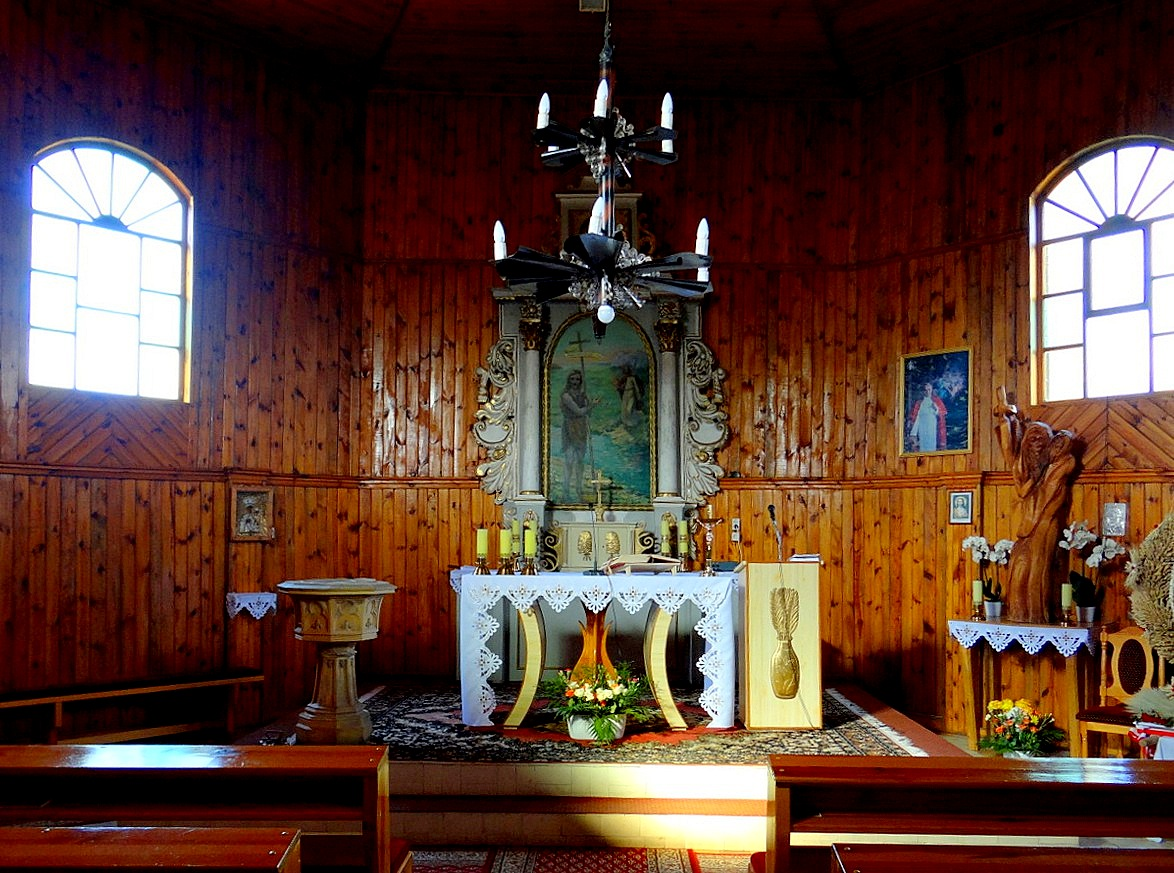
Wnętrze